# New jack swing
För New jack swing i betydelse dansstil, se New Jack Swing (dans).
New jack swing eller swingbeat är en musikstil som främst var populär under det sena 1980-talet och första hälften av 1990-talet. Soundet definierades av producenten Teddy Rileys moderna R&B-produktioner som blandade R&B-harmonier med hiphoprytmer. Bland de viktigaste artisterna inom genren fanns Rileys grupp Guy, Today, Big Daddy Kane, Kool Moe Dee, Keith Sweat och Bobby Brown. 
Bland de artister som influerades och även arbetade tillsammans med Teddy Riley finns pop-ikonen Michael Jackson. Hans album Dangerous från 1991 ses ofta som ett new jack swing-projekt. I mitten av 90-talet uppstod nya stilar som G-funk, och new jack swing blev mindre populärt.

## New Jack Swing Artister
- Abstrac
- Al B. Sure!
- Alton 'Wokie' Stewart
- Basic Black
- Bell Biv DeVoe
- Big Daddy Kane
- Black Street
- Bobby Brown
- Boy George
- Christopher Williams
- Full Force
- The Good Girls
- Guy
- Jane Child
- Kool Moe Dee
- Nayobe
- Redhead Kingpin & FBI
- Starpoint
- Keith Sweat
- Tammy Lucus
- Today